# ベンザチンベンジルペニシリン
ベンザチンベンジルペニシリン（Benzathine benzylpenicillin (tetrahydrate)、ベンジルペニシリンベンザチン水和物）はベンジルペニシリン（benzylpenicillin、penicillin G、PCG）のベンザチン塩（N1,N2-Dibenzylethane-1,2-diamine、水和物）から成る持続性製剤であり、ベンザチンペニシリンG（Benzathine penicillin G、BPG、日本での略号はDBECPCG）としても知られる。いくつかの細菌感染症の治療に有用な抗生物質であり、具体的には咽頭炎、ジフテリア、梅毒、フランペジアの治療に用いられる。また、リウマチ熱の予防にも用いられる。主に梅毒に対して深部筋肉内投与されるがが、レンサ球菌属による咽頭炎などに対しても適応を有する内服薬もある。

## 作用機序
主成分のベンジルペニシリン（PCG）はβ-ラクタム系薬のうちのペニシリン系（ペナム系）薬に分類される医薬品である。β-ラクタム系薬は細菌の細胞壁の主成分ペプチドグリカンのペプチド鎖C末端に類似の構造を持ち、ペニシリン結合タンパク質（penicillin binding protein、PBP）の偽基質としてPBPによる細胞壁合成を不可逆的に阻害する。この結果、細胞内外の浸透圧差に耐えられなくなった細菌を溶菌に至らしめ、殺菌的作用を示す。
PCGの製剤には複数の塩型があるが、各塩の水への溶解性に応じて投与後の吸収速度が異なる。ナトリウム塩やカリウム塩などの水溶性塩ではきわめて速やかに吸収されるのに対し、溶解性の低いプロカイン塩では吸収が遅く、さらに溶解性の悪いベンザチン塩（BPG）ではきわめて遅く吸収される。一般にβ-ラクタム系薬では血中半減期（t1/2）が1時間程度と短いものが多く、また有効血中濃度以下での持続抗菌作用（postantibiotic effect、PAE）もあまり期待できないことから頻回投与が必要である。BPGではPCG（t1/2：30分（筋注時））を不溶性のベンザチン塩の水性懸濁液または経口薬として投与することでゆっくりと溶解・放出させ、長時間作用させることが可能となるため（t1/2：188.8時間（240万単位筋注時））、投与回数を大幅に減らすことが出来る。また日本における標準治療薬のアモキシシリン経口投与では、早期梅毒に対して約4週間の治療期（投与期間）を有するが、BPGでは単回筋注投与での治療完了も可能であり、投与期間の短縮とアドヒアランスの向上にもつながる。
またPCGは胃酸で分解されるため本来経口投与不可であり、注射薬として投与されるが、BPGではPCGを不溶性塩とすることで胃内での分解を受けにくくし、経口での投与を可能にしている。ただし消化管からの吸収が安定しないため、使用機会は限られている。

## 副作用
アナフィラキシーなどのアレルギー反応や注射部位の痛みなど。梅毒の治療に使用すると、ヤーリッシュ・ヘルクスハイマー反応を起こすことがある。ペニシリンアレルギーの既往歴のある人や神経系の梅毒に罹患している人への投与は推奨されない。妊娠中の人への投与は一般的に安全とされる。
ただし静脈内大量投与では死亡例が報告されており、他の静注液内に混注する場合も含めて行ってはならない。また動脈内および神経近傍への投与も、永続的な神経障害があらわれるおそれがあるため不可である。

## 承認・再承認の経緯
BPGは1950年に特許を取得、WHO必須医薬品モデル・リストに収載されている。筋注製剤は梅毒に対する第一選択薬として知られるが、日本ではアレルギーによるショック死が起きたことなどから1980年代に筋注製剤が一度販売中止され、以来国際標準薬を欠いた状況であった。その間、梅毒に対しては注射薬のベンジルペニシリンカリウム（注射用ペニシリンGカリウム）や、経口薬のベンジルペニシリンベンザチン水和物（バイシリンG）、アモキシシリン水和物（サワシリン、パセトシン他）、アンピシリン（ビクシリン）などが使用されてきた。しかし、経口薬やカリウム塩の注射薬では有効血中濃度の持続時間が短く、単回投与による治療も可能な筋注製剤と異なり1日複数回投与が必要となること、投与期間が約4週間に渡ること、点滴投与に伴う入院管理の必要性など、患者負担の軽減や在宅治療でのアドヒアランスの維持などが課題となっていた。このため早期開発・承認を求める要望書が日本感染症教育研究会より厚生労働省に提出され、2012年の「医療上の必要性の高い未承認薬・適応外薬検討会議」での高い評価を受けて開発が進められた結果、2021年11月に「梅毒（ただし神経梅毒を除く）」に対する治療薬として再承認に至った。
日本における筋注（水性懸濁筋注）製剤の用法用量は「早期梅毒には240万単位を単回、後期梅毒に1回240万単位を週１回、計3回を筋注」（2歳以上。13歳未満では年齢・体重により適宜減量。）となっている。また2歳未満の小児に対しても「早期先天梅毒・早期梅毒に5万単位/kgを単回、筋注」として使用可能である。投与に際しては粘性の高い不溶性塩の水性懸濁液を効率良く投与するため、やや太い18G（240万単位）または21G（60万単位）の注射針を用い、針がつまらないようゆっくりと一定速度で注射する。